# Lars-Ersbodtjärnarna
Lars-Ersbodtjärnarna är en sjö i Krokoms kommun i Jämtland och ingår i Indalsälvens huvudavrinningsområde.